# Praha-Modřany zastávka
Praha-Modřany zastávka egy csehországi vasúti megállóhely, Prágában.

## Megközelítés helyi közlekedéssel
- Busz:  139, 960
- Villamos:  3, 17, 21, 92
- Hajó:   P6
- Vonat:   S8   S88

## Vasútvonalak
Az állomást az alábbi vasútvonalak érintik:
- Prága–Vrané nad Vltavou–Čerčany/Dobříš-vasútvonal

## Szomszédos állomások
A vasútállomáshoz az alábbi állomások vannak a legközelebb:
- Praha-Braník
- Praha-Komořany

## Fordítás
- Ez a szócikk részben vagy egészben  a   Praha-Modřany zastávka című cseh Wikipédia-szócikk fordításán alapul.  Az eredeti cikk szerkesztőit annak laptörténete sorolja fel. Ez a jelzés csupán a megfogalmazás eredetét és a szerzői jogokat jelzi, nem szolgál a cikkben szereplő információk forrásmegjelöléseként.